# Espirobarbital
Espirobarbital es un derivado de los barbitúrico desarrilado por Eli Lilly en la década de 1940. Tiene efectos hipnótico y sedantes, y tiene un potencial moderado de abuso.